# آنتوان ویتز
آنتوان ویتز (فرانسوی: Antoine Vitez‎؛ ۲۰ دسامبر ۱۹۳۰ – ۳۰ آوریل ۱۹۹۰) بازیگر، کارگردان و شاعر اهل فرانسه بود.
از فیلم‌ها یا برنامه‌های تلویزیونی که وی در آن نقش داشته‌است می‌توان به شب من نزد مود، اتاق سبز، و اعتراف اشاره کرد.